# Oleg Konstantinovič Antonov
Oleg Konstantinovič Antonov (rusko Оле́г Константи́нович Анто́нов), ruski letalski konstruktor, * 25. januar (7. februar, ruski koledar) 1906, vas Trojci, danes Podolski rajon, Moskovska oblast, Rusija, † 4. april 1984, Kijev, Ukrajina, Sovjetska zveza.

## Dela
- Antonov An-2
- Antonov An-3
- Antonov An-10
- Antonov An-22
- Antonov An-12
- Antonov An-28
- Antonov An-70
- Antonov An-72
- Antonov An-148
- Antonov An-124 Ruslan
- Antonov An-225

- АН-2
- АН-124
- АН-74
- АН-225
- АН-70
- АН-72 с
- АН-140
- АН-148